# Liga Nogometnog saveza područja Slavonski Brod 1973./74.
Liga Nogometnog saveza područja Slavonski Brod, također i kao Područna liga Slavonski Brod, Područna liga NSP Slavonski Brod je bila liga petog stupnja nogometnog prvenstva Jugoslavije u sezoni 1973./74. 
 
Sudjelovalo je 14 klubova, a prvak je bio "Amater" iz Slavonskog Broda. 
 
U ligi su također sudjelovali i klubovi s područja Bosanskog Broda u Bosni i Hercegovini.  

## Ljestvica
| mj. | klub                                           | ut. | pob. | ner. | por. | gol+ | gol- | bod |
| --- | ---------------------------------------------- | --- | ---- | ---- | ---- | ---- | ---- | --- |
| 1.  | Amater Slavonski Brod                          | 26  | 17   | 7    | 2    | 63   | 24   | 41  |
| 2.  | Mladost Kričanovo                              | 26  | 14   | 7    | 5    | 58   | 30   | 35  |
| 3.  | Graničar Brodski Varoš                         | 26  | 14   | 4    | 8    | 52   | 30   | 32  |
| 4.  | Borac Podvinje                                 | 26  | 12   | 7    | 7    | 59   | 30   | 31  |
| 5.  | Sloga Gromačnik                                | 26  | 13   | 4    | 9    | 41   | 35   | 30  |
| 6.  | Ukrina Novo Selo                               | 26  | 12   | 3    | 11   | 61   | 52   | 27  |
| 7.  | Budućnost Donji Andrijevci                     | 26  | 9    | 8    | 9    | 43   | 39   | 26  |
| 8.  | Posavac Ruščica                                | 26  | 9    | 6    | 11   | 50   | 56   | 24  |
| 9.  | Bratstvo Vranovci                              | 26  | 9    | 6    | 11   | 45   | 58   | 24  |
| 10. | Posavina Velika Kopanica                       | 26  | 7    | 7    | 12   | 31   | 49   | 21  |
| 11. | Radnik Oriovac                                 | 26  | 5    | 10   | 11   | 40   | 51   | 20  |
| 12. | Vinogorac (Slavonski Brod – Brodsko Vinogorje) | 26  | 7    | 6    | 13   | 35   | 53   | 20  |
| 13. | Omladinac Gornja Vrba                          | 26  | 6    | 6    | 14   | 23   | 56   | 18  |
| 14. | Slaven Trnjani                                 | 26  | 5    | 3    | 18   | 34   | 89   | 13  |

- "Ukrina" Novo Selo i "Mladost" Kričanovo  – klubovi iz Bosne i Hercegovine

## Rezultatska križaljka
| kratica | klub                                           | AMA | BOR | BRA | BUD | GRA | MLA | OML | POSA | POSI | RAD | SLA | SLO | UKR | VIN |
| --- | ---------------------------------------------- | --- | --- | --- | --- | --- | --- | --- | ---- | ---- | --- | --- | --- | --- | --- |
| AMA | Amater Slavonski Brod                          |     |     |     |     |     |     |     |      |      |     |     |     |     |     |
| BOR | Borac Podvinje                                 |     |     |     |     |     |     |     |      |      |     |     |     |     |     |
| BRA | Bratstvo Vranovci                              |     |     |     |     |     |     |     |      |      |     |     |     |     |     |
| BUD | Budućnost Donji Andrijevci                     |     |     |     |     |     |     |     |      |      |     |     |     |     |     |
| GRA | Graničar Brodski Varoš                         |     |     |     |     |     |     |     |      |      |     |     |     |     |     |
| MLA | Mladost Kričanovo                              |     |     |     |     |     |     |     |      |      |     |     |     |     |     |
| OML | Omladinac Gornja Vrba                          |     |     |     |     |     |     |     |      |      |     |     |     |     |     |
| POSA | Posavac Ruščica                                |     |     |     |     |     |     |     |      |      |     |     |     |     |     |
| POSI | Posavina Velika Kopanica                       |     |     |     |     |     |     |     |      |      |     |     |     |     |     |
| RAD | Radnik Oriovac                                 |     |     |     |     |     |     |     |      |      |     |     |     |     |     |
| SLA | Slaven Trnjani                                 |     |     |     |     |     |     |     |      |      |     |     |     |     |     |
| SLO | Sloga Gromačnik                                |     |     |     |     |     |     |     |      |      |     |     |     |     |     |
| UKR | Ukrina Novo Selo                               |     |     |     |     |     |     |     |      |      |     |     |     |     |     |
| VIN | Vinogorac (Slavonski Brod – Brodsko Vinogorje) |     |     |     |     |     |     |     |      |      |     |     |     |     |     |
| |                                                |     |     |     |     |     |     |     |      |      |     |     |     |     |     |
| podebljan rezultat - utakmice od 1. do 13. kola (1. utakmica između klubova) rezultat normalne debljine - utakmice od 14. do 26. kola (2. utakmica između klubova) rezultat nakošen - nije vidljiv redoslijed odigravanja međusobnih utakmica iz dostupnih izvora rezultat smanjen * - iz dostupnih izvora nije uočljiv domaćin susreta prekrižen rezultat - poništena ili brisana utakmica p - utakmica prekinuta 3:0 p.f. / 0:3 p.f. - rezultat 3:0 bez borbe |                                                |     |     |     |     |     |     |     |      |      |     |     |     |     |     |

 Izvori:

## Unutrašnje poveznice
- Slavonska zona Posavska skupina 1973./74.